# Oberhofen am Irrsee
Bản mẫu:Otherplaces3
Oberhofen am Irrsee là một đô thị thuộc huyện Vöcklabruck thuộc bang Oberösterreich, Áo. Đô thị Oberhofen am Irrsee có diện tích 21 km², dân số thời điểm năm 2006 là 1395 người.